# Duroplast

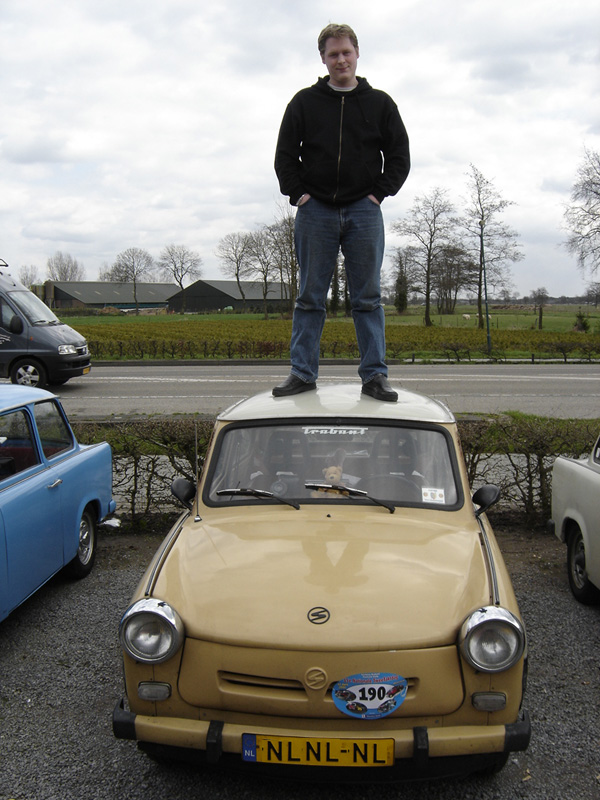
Le corps extérieur de la Trabant était composé de Duroplast.

Le Duroplast est un plastique composite thermodurcissable, un proche parent du Formica et de la Bakélite. Il s'agit d'un plastique renforcé de fibres (coton ou laine), similaire à un plastique à renfort de verre.

## Utilisation
Ce plastique a été utilisé par le constructeur automobile de la République démocratique allemande VEB Sachsenring Automobilwerk Zwickau de 1955 jusqu'à la réunification allemande en 1991. C'était le matériau utilisé pour produire le corps extérieur de la Trabant. La société remplaçante s'appelle HQM Sachsenring GmbH.
Il a également été utilisé pour fabriquer des valises.

## Propriétés
Le Duroplast est léger et solide. Il est composé de matériaux recyclés, de déchets de coton et de résines phénoliques.